# باز کردن مشت‌ها
باز کردن مشت‌ها (روسی: Разжимая кулаки) یک فیلم درام روسی به کارگردانی کیرا کوفالنکو است. در جشنواره فیلم کن ۲۰۲۱ این فیلم برنده جایزه نوعی نگاه شد.
داستان فیلم درباره آدا، یک دختر آسی است که می‌خواهد از زندگی خود در اوستیای شمالی-آلانیا فرار کند. این فیلم به زبان آسی است.